# 布赖地区奥当克
布赖地区奥当克（法語：Hodenc-en-Bray）是法国瓦兹省的一个市镇，属于博韦区。该市镇总面积9.94平方公里，2009年时的人口为449人。

## 人口
布赖地区奥当克人口变化图示